# Лундберг, Йонатан
Йонатан Лундберг (швед. Jonathan Lundberg; 27 октября 1997 года, Швеция) — шведский футболист, играющий на позиции полузащитника. Ныне выступает за шведский клуб «Эребру».

## Клубная карьера
Арвид является воспитанником клуба «Рюнинге». С 2013 года находится в структуре «Эребру», выступает за юношеские команды. С сезона 2015 года привлекался к тренировкам с основной командой. 11 июля 2015 года дебютировал в шведском первенстве в поединке против «Мальмё», выйдя на замену на 62-й минуте вместо Маркуса Поде.